# Streepborstwaaierstaart
De streepborstwaaierstaart (Rhipidura rufiventris) is een zangvogel uit de familie Rhipiduridae (waaierstaarten). De vogel komt voor in het oosten van Indonesië, Australië en Nieuw-Guinea plus omliggende eilanden.

## Kenmerken
Het is een zangvogel van 16,5 - 18,5 cm lengte. De vogel is van boven donker grijsbruin. De vogel lijkt wat meer op een vliegenvanger, met een grotere kop en een forsere snavel in vergelijk met de andere waaierstaarten. Qua gedrag is het ook minder een typische waaierstaart; de vogel heeft minder de neiging de staart te spreiden en zit vaak als een vliegenvanger rustig op een tak. Opvallend aan het verenkleed is de combinatie van een brede, donker gestippelde borstband, witte keel en licht okerkleurige buik.

## Taxonomie
De streepborstwaaierstaart kent een 20-tal ondersoorten waaronder endemische ondersoorten op diverse kleine eilanden. De tanimbarwaaierstaart (Rhipidura fuscorufa) van de Tanimbar-eilanden is de enige van deze ondersoorten die sinds de jaren 1990 onbetwist de soortstatus heeft.

## Verspreiding en leefgebied
De streepborstwaaierstaart komt voor van de Kleine Soenda-eilanden via Noord-Australië en Nieuw-Guinea tot aan de Bismarckarchipel. Het is een vogel van een groot aantal typen bos, vaak de randen van vochtig tropisch regenbos, maar ook mangrove, moessonbos, gebieden met struikgewas en andere vegetaties langs waterlopen.
De soort telt 19 ondersoorten:
- R. r. tenkatei: Roti.
- R. r. rufiventris: Timor.
- R. r. pallidiceps: Wetar.
- R. r. hoedti: Romang, Damar, Leti-eilanden, Moa en Sermata.
- R. r. assimilis: Tayandu en de Kei-eilanden.
- R. r. finitima: Watubela.
- R. r. bouruensis: Buru.
- R. r. cinerea: Ceram en Ambon.
- R. r. obiensis: Obi.
- R. r. vidua: Kofiau.
- R. r. gularis: Nieuw-Guinea en de nabijgelegen eilanden.
- R. r. nigromentalis: de Louisiaden.
- R. r. finschii: Nieuw-Brittannië en Duke of York.
- R. r. setosa: Nieuw-Ierland, Lavongai en Djaul.
- R. r. gigantea: Lihir en Tabar.
- R. r. tangensis: Boang en Tanga.
- R. r. niveiventris: de Admiraliteitseilanden.
- R. r. mussai: de Sint-Matthias-eilanden.
- R. r. isura: noordelijk Australië.

## Status
De streepborstwaaierstaart heeft een enorm groot verspreidingsgebied en daardoor alleen al is de kans op de status kwetsbaar (voor uitsterven) gering. De grootte van de populatie is niet gekwantificeerd. De vogel is plaatselijk redelijk algemeen. Om deze redenen staat deze waaierstaart als niet bedreigd op de Rode Lijst van de IUCN.